# Argyractis schistopalis
Argyractis schistopalis là một loài bướm đêm trong họ Crambidae.